# Rong kinh
Rong kinh là từ ngữ thông thường dùng để chỉ tình trạng chảy máu nhiều hơn hay ngoài thời kỳ kinh nguyệt bình thường. Một chu kỳ bình thường sẽ kéo dài từ 28 đến 32 ngày, thời gian hành kinh trung bình 3 - 5 ngày. Máu kinh có màu đỏ sẫm, không đông, có nhiều chất vụn của tế bào niêm mạc âm đạo - tử cung và nhiều vi khuẩn có sẵn trong âm đạo. Rong kinh là hiện tượng hành kinh đúng chu kỳ nhưng kéo dài trên 7 ngày và lượng máu mất đi vượt quá 80ml/chu kỳ kinh nguyệt (bình thường khoảng 50 - 80 ml/ chu kỳ)..

## Nguyên nhân
Nguyên nhân gây ra bệnh Rong kinh, rong huyết:
Nguyên nhân thực thể: Là hành kinh kéo dài do có nguyên nhân thực thể tổn thương ở tử cung như cổ tử cung, u xơ tử cung, viêm nội mạc tử cung, buồng trứng (có hay không rụng trứng, u tế bào hạt), liên quan đến thai, bệnh lý toàn thân (rối loạn đông máu, bệnh bướu giáp)…
Nguyên nhân cơ năng: Nguyên nhân chính thường do rối loạn nội tiết. Rong kinh cơ năng thường hay gặp nhất ở giai đoạn đầu và giai đoạn cuối của thời kỳ hoạt động sinh sản, tức là thời kỳ dậy thì và tiền mãn kinh của phụ nữ. Trong độ tuổi sinh sản; thường xuất hiện nhất là sau khi sinh, dùng thuốc phá thai & dùng các loại thuốc tránh thai.
Đặc biệt, rong kinh tập trung ở những phụ nữ có nguy cơ cao bị béo phì, sinh con nhiều lần, tăng cân, hút thuốc lá, sắp mãn kinh, đái tháo đường, suy giáp, rối loạn đông máu, viêm gan mạn, bệnh tim hoặc thận mạn, bệnh lupus đỏ…